# Дельфінідин
Дельфінідин — це антоціанідин, рослинний пігмент, а також антиоксидант. Дельфінідин надає блакитного відтінку квітам родів фіалка та дельфіній. Він також надає синьо-червоного кольору винограду Каберне Совіньйон, і його можна знайти в журавлині та винограді Конкорд, а також у гранаті та чорниці.
Дельфінідин, як і майже всі інші антоціанідини, є чутливим до рН, тобто є природним кислотно-основним індикатором, і змінюється від червоного кольору в основному середовищі до синього в кислому.

## Глікозиди
Відомо кілька глікозидів, отриманих з дельфінідину:
- Міртилін[en] (дельфінідин-3-О-глюкозид) та туліпанін[en] (дельфінідин-3-О-рутинозид) можна знайти у вичавках чорної смородини.
- Віолдельфін[en] (дельфінідин 3-рутинозид-7-O-(6-O-(4-(6-O-(4-гідроксибензоїл)-β-D-глюкозил)оксибензоїл)-β-D-глюкозид) надає пурпурно-синього кольору квітам Aconitum chinense.
- Насунін (дельфінідин-3-(р-кумароїлрутинозид)-5-глюкозид) надає фіолетового кольору шкірці плодів баклажанів[6].